# Internationaal Geofysisch Jaar

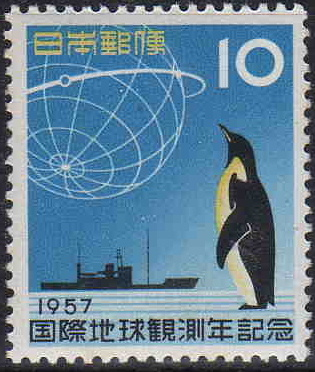
Japanse postzegel van 10 yen ter ere van het Internationaal Geofysisch Jaar

Van 1 juli 1957 tot en met 31 december 1958 vond het Internationaal Geofysisch Jaar plaats. Het was een internationaal forum voor de wetenschappelijke studie van de Aarde en haar natuurlijke rijkdommen. Voorheen bestond al het "Pooljaar". De naam werd echter veranderd omdat het accent volledig lag bij geofysische waarnemingen. Zeker 60 landen namen deel aan deze grootse wetenschappelijke onderneming met gedurende anderhalf jaar waarnemingen op zo'n 2000 meetpunten. Secretaris-generaal was de Belg Marcel Nicolet.
Het Nederlands Nationaal Comité voor het Geofysisch Jaar onder auspiciën van de Koninklijke Nederlandse Akademie van Wetenschappen stond onder voorzitterschap van Prof. Dr. Ir. F.A. Vening Meinesz, tussen 1945 en 1951 hoofddirecteur van het KNMI.

In Ukkel, bij de Koninklijke sterrenwacht, werd ter gelegenheid van het Internationaal Geofysisch Jaar in 1957 een automatische equatoriale tafel in gebruik genomen voor het continu waarnemen van de zon.